# Prawików
Prawików (niem. Praukau) – wieś w Polsce położona w województwie dolnośląskim, w powiecie wołowskim, w gminie Wołów.

## Podział administracyjny
W latach 1975–1998 miejscowość administracyjnie należała do województwa wrocławskiego.

## Nazwa
Najstarsza wzmianka o wsi pochodzi z dokumentu z 1217 roku, wydanego przez biskupa wrocławskiego Lorenza, w którym wymieniona jest nazwa w formie Pravicovo. Nazwa była później notowana m.in. w formach Prawkow (1304), Praukow (1332), Praucke (1666-1667), Praucke (1787), Praukau (1845), Praukau (1888), Prawikowo (1900), Praukau (1941), Prawików, -owa, prawikowski (1947). Polska nazwa została oficjalnie przyjęta 15 października 1947 roku. 
Najstarszy zapis wskazuje, że pierwotnie nazwa funkcjonowała w postaci Prawikowo i została utworzona od nazwy osobowej Prawik przez dodanie przyrostka -owo. Nazwa osobowa z kolei wywodzi się od wyrazu prawy (psł. *pravъ), znaczącego ‘zewnętrzny, wierzchni’, ‘prosty, nieskrzywiony’ lub ‘szlachetny, uczciwy’. Nazwa została później zniemczona jako Praukau. Powojenna nazwa polska nawiązuje do dawnej formy, lecz ze zmienionym przyrostkiem -ów.